# J. 브래드포드 드롱

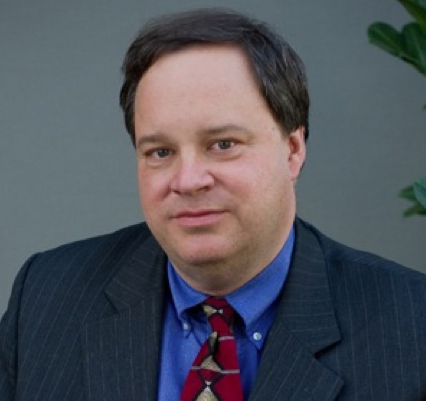

제임스 브래드포드 드롱 (James Bradford DeLong, 1960년 6월 24일 ~ )은 캘리포니아 대학교 버클리 경제학과 교수인 경제사가이다. 그는 로런스 서머스의 클린턴 행정부에서 재무부 차관보를 역임했다.

## 교육
드롱은 1982년 하버드 대학교를 졸업하고 Harvard에서 경제학 석사 및 박사 학위를 받았다. 그 후 1987년부터 1993년까지 MIT, 보스턴 대학교, 하버드 대학교 등 보스턴 지역 대학에서 경제학을 가르쳤다.

## 경력
그는 1993년 UC 버클리에 부교수로 합류했다.
1990년과 1991년에 드롱과 서머스는 두 개의 이론 논문을 공동 저술했는데, 이 논문은 서머스가 빌 클린턴 대통령 시기 재무장관이었을 때 시행된 금융 규제 완화에 대한 중요한 이론적 토대가 되었다.

## 참고 문헌
1. ↑  “Vitae: J. Bradford DeLong”. 《National Bureau of Economic Research》. 2015년 3월 12일에 확인함.
2. ↑  “J. Bradford DeLong”. 《University of California, Berkeley》. 2021년 8월 8일에 원본 문서에서 보존된 문서. 2015년 3월 12일에 확인함.